# Джеймисон, Майкл
Ма́йкл Дже́ймисон (англ. Michael Jamieson, род. 5 августа 1988 года) — шотландский пловец-брассист, выступающий за сборную Великобритании. Призёр Олимпийских игр, чемпионатов мира и Европы на короткой воде.

## Карьера
Майкл Джеймисон родился в семье профессионального футболиста и первоначально как и отец занимался футболом, но в возрасте 13 лет принял решение сконцентрироваться на занятиях плаваньем.
В 2010 году на Играх Содружества в Индии Джеймисон выступал под флагом Шотландии и завоевал свою первую международную медаль, став вторым на двухсотметровке брассом.
В 2012 году на чемпионате мира на короткой воде в Стамбуле шотландец стал вице-чемпионом мира на двухсотметровке, уступив только венгру Даниелю Дьюрте.
В том же году Джеймисон под британским флагом выступил на домашней Олимпиаде, где стартовал в трёх видах программы. Удачнее всего он выступил на дистанции 200 метров брассом. В квалификации он обновил национальный рекорд, в полуфинале улучшил его, показав лучшее время, но в финальном заплыве он в третий раз обновил рекорд Великобритании, но уступил Дьюрте, завоевав серебро.
На стометровке британец уверенно прошёл в полуфинал, где занял третье место в заплыве. Несмотря на это он не прошёл в финальный заплыв из-за того, что второй полуфинал оказался значительно быстрее и его итоговое время стало только девятым.
Также Джеймисон выступил в комбинированной эстафете 4×100 м на брассовом этапе, но несмотря на его усилия сборная Британии осталась без медалей, финишировав четвёртой.